# Coco (film, 2017)
Pour les articles homonymes, voir Coco.
Série Classiques d’animation Pixar
Cars 3
(2017) Les Indestructibles 2
(2018)
Série Coco
Coco 2
(2029)
Pour plus de détails, voir Fiche technique et Distribution.
Coco est un film d'animation américain réalisé par Lee Unkrich et coréalisé par Adrian Molina, sorti en 2017. Sur un scénario élaboré par Adrian Molina et Matthew Aldrich, le film est basé sur une histoire originale de Lee Unkrich, Jason Katz, Matthew Aldrich et d´Adrian Molina. Coproduit par les studios Disney et Pixar, il est le 139e long métrage d'animation des studios Disney et le 19e film d'animation en images de synthèse des studios Pixar.
L'histoire suit Miguel, un jeune musicien qui grandit dans une famille où la musique est interdite. Accidentellement transporté dans le Pays des Morts le jour de la Fête des morts, Miguel doit solliciter l'aide de ses ancêtres pour rentrer auprès de ses proches et leur faire comprendre l'importance de la musique.
Le 20 mars 2025, Disney annonce une suite réalisée par Lee Unkrich et Adrian Molina, intitulée Coco 2, prévue pour 2029.

## Synopsis
Il y a longtemps, Imelda Rivera était mariée à un musicien rencontrant ses premiers succès. Ce dernier quitta sa femme et sa fille, Coco, pour poursuivre sa carrière musicale. Laissée à elle-même, Imelda fut obligée de travailler et créa une entreprise de cordonnerie, transmise de génération en génération. En représailles contre son époux, elle bannit toute musique dans sa famille. 

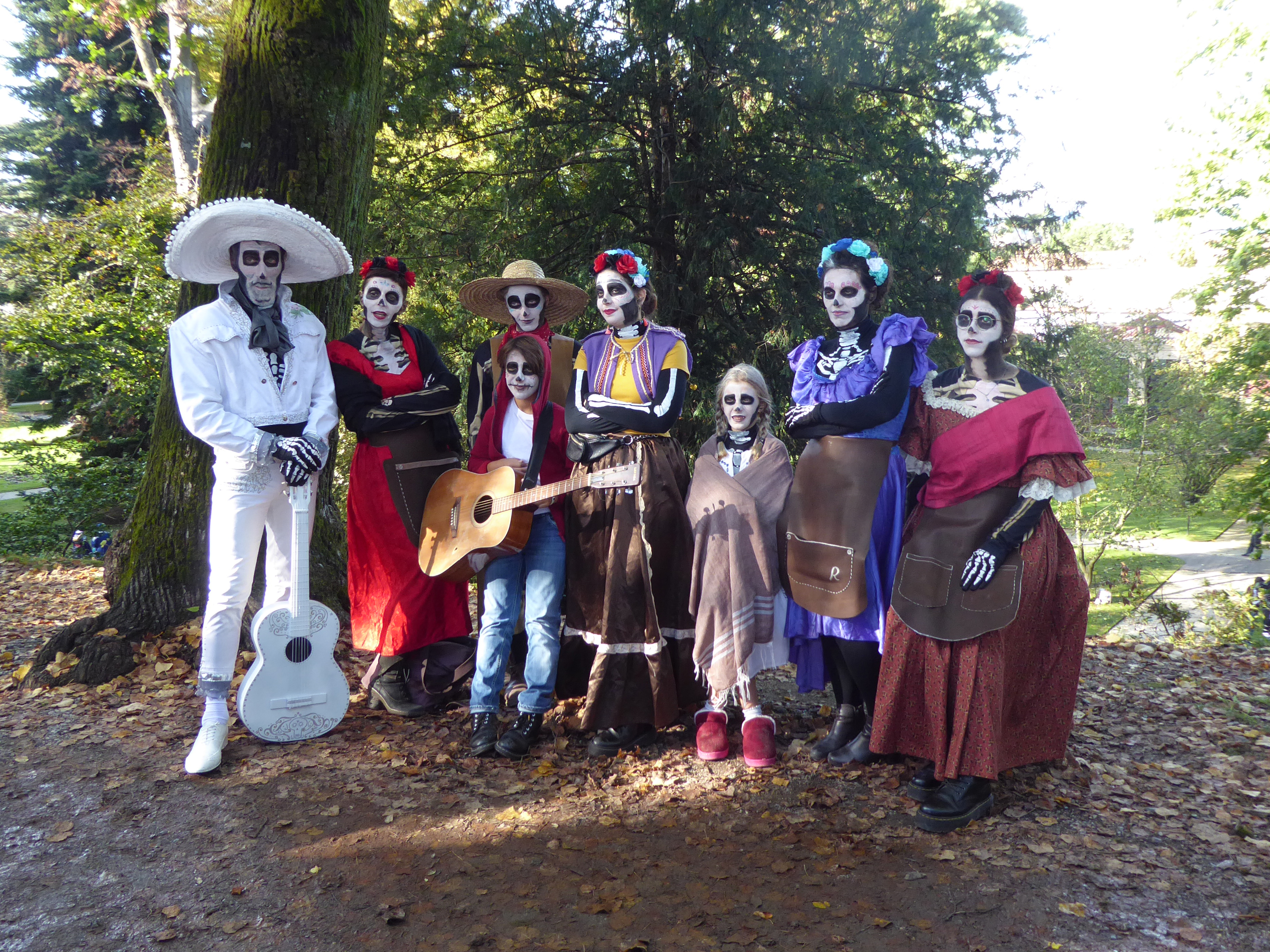
Personnes déguisées en la famille de Coco.

Dans le présent, son arrière-arrière-petit-fils, Miguel, âgé de 12 ans, vit avec sa famille, dont Coco, son arrière-grand-mère, dans le petit village mexicain de Santa Cecilia. Il rêve de devenir un musicien comme Ernesto de la Cruz, vedette de la musique et du cinéma, de la même génération qu'Imelda, qui est mort lors d'une représentation, quand une énorme cloche lui est tombée accidentellement dessus à la suite d'une maladresse d'un technicien de coulisse. Mais sa famille le destine à perpétuer la tradition familiale en devenant cordonnier. Pour la Fête des morts, chaque famille expose sur l’autel familial, l’ofrenda, les photos de ses ancêtres afin que ceux-ci puissent lui rendre visite. Lors des préparatifs, Miguel casse accidentellement le cadre de la photographie d'Imelda, au centre de l'autel, et découvre que son mari (dont la tête a été arrachée de la photographie) tenait la célèbre guitare blanche d'Ernesto et dès lors, Miguel est persuadé d'être l'arrière-arrière-petit-fils d'Ernesto. Plus tard dans la soirée, quand Miguel fait part à sa famille de son intention de participer au concours de talents du Jour des Morts, son Abuelita Elena détruit sa guitare. Offensé, il rejette sa famille, quitte la maison en larmes et se dirige vers le cimetière de la ville.
Miguel s'infiltre dans le mausolée d'Ernesto et "emprunte" sa célèbre guitare pour participer au concours. Alors qu'il joue un accord, il devient invisible aux yeux de tous les villageois, excepté du chien errant Dante, un xolo qui le suit partout, mais il découvre les figures squelettiques des ancêtres décédés en visite dans leur famille depuis le Pays des Morts pour l'occasion, qu’il peut voir et avec lesquels il peut interagir. Miguel rencontre ses propres ancêtres, qui l’amènent avec eux aux Pays des Morts en traversant le pont reliant le monde des morts à celui des vivants. Ils découvrent alors qu'Imelda n'a pas pu traverser le Pont car sa photographie a été retirée de l'autel familial. Miguel apprend qu’il est coincé dans le Pays des Morts par une malédiction après avoir pris la photo d’Imelda de son autel avec lui, et également qu'il doit retourner dans son monde avant l'aube sous peine de devenir un squelette et de ne plus pouvoir y revenir. Pour cela, il doit recevoir la bénédiction d'un membre de sa famille via un pétale de rose d'Inde, pour briser la malédiction. Imelda donne sa bénédiction à Miguel à la condition qu'il abandonne son rêve de musicien. Miguel refuse, et s'en va quérir la bénédiction d'Ernesto de la Cruz.
Dans sa fuite, Miguel rencontre Héctor, un squelette malchanceux prétendument mort d’une intoxication alimentaire, qui n’est pas autorisé à traverser le Pont car sa photo n’est affichée sur aucun autel familial, et qui a autrefois joué avec Ernesto : il lui propose de l'aider à le rencontrer. En retour, Héctor demande à Miguel de rapporter sa propre photo dans le monde des vivants pour qu'il puisse rendre visite à sa fille, avant qu'elle ne l'oublie et qu'il ne disparaisse totalement, car tel est le destin des morts dont aucun vivant n’a conservé la mémoire. Au même moment, Imelda lance Pepita, son énorme alebrije, à sa poursuite. Avec l’aide d’Héctor, Miguel participe avec succès à un concours de chant dont le vainqueur sera invité à participer au concert de l’Aurore donné par Ernesto, mais, rattrapé par ses ancêtres, il doit à nouveau s’enfuir. Héctor comprend que Miguel lui a menti en disant qu'il n'avait pas d'autres parents qu'Ernesto et essaie de le ramener aux siens, mais Miguel l'abandonne avant d'échapper une nouvelle fois à Imelda. Il réussit finalement à infiltrer le manoir de De la Cruz où il attire l’attention d’Ernesto en chantant mais tombe dans un bassin et Ernesto se précipite pour le sauver. Celui-ci accepte Miguel comme son descendant, mais Héctor survient et les confronte, implorant Miguel de prendre sa photo avec lui. Le garçon apprend également que l'amitié entre Ernesto et Héctor a mal tourné avant le décès de ce dernier. Héctor clamant par ailleurs être le véritable auteur des chansons d'Ernesto. Lorsque Héctor rappelle à Ernesto ce qu'il lui avait dit le jour de sa mort, Miguel se rend compte qu'il s'agit d'une réplique d'un film dans lequel Ernesto avait joué et où son personnage échappe à un empoisonnement. Héctor réalise alors la vérité sur sa mort : alors que les deux amis étaient en tournée, Héctor avait voulu rentrer chez lui retrouver sa famille mais Ernesto eut peur que ce départ ne mette un terme à sa carrière. Ne parvenant pas à retenir Héctor, Ernesto feignit d'accepter son départ en l’empoisonnant sous prétexte de lui offrir un verre d'adieu, et en récupérant ses affaires, il s’appropria la guitare blanche et les textes de ses chansons consignées dans un carnet, puis construisit seul sa célébrité. À la suite de sa découverte de la vérité, Miguel se fait voler la photo d'Héctor par Ernesto, et ce dernier fait jeter Miguel et Héctor dans un cénote.
Quand Héctor lui révèle que sa fille se nomme Coco, Miguel se rend compte qu'il est son véritable arrière-arrière-grand-père et que Coco est la seule personne vivante qui se souvient encore de lui. Héctor rajoute que la plus célèbre chanson d'Ernesto, Ne m'oublie pas avait en réalité été composée pour elle. Avec l'aide de Dante, qui se transforme en alebrije, les ancêtres Rivera les sauvent. Mais Imelda est furieuse de revoir Héctor car, même après son décès, elle ne lui a jamais pardonné de l'avoir abandonnée avec Coco. Miguel explique que la mort d'Héctor était due à sa décision de revenir auprès de sa famille, et Imelda pardonne durement à son mari, pris de remords. Tous infiltrent le concert de l'Aurore d'Ernesto afin de récupérer la photographie. En échappant à la sécurité, Imelda se retrouve par accident sur scène avec Ernesto, mais réussit à lui reprendre la photographie et à la donner à Miguel. Alors qu'Imelda s'apprête à donner sa bénédiction à Miguel avec comme condition de ne pas oublier à quel point sa famille l'aime, Ernesto, effrayé à l'idée que Miguel révèle la vérité aux yeux du monde, l'attrape et le jette du haut du stade vers le lac. Pepita sauve Miguel, mais pendant sa chute, la photographie glisse de ses mains et disparaît dans l'eau. Par ailleurs, les aveux d'Ernesto ont été retransmis à son insu, avec l'aide d'une caméra, révélant ainsi la supercherie à la foule de morts présente au concert. Résultat : Ernesto fait face au public furieux. Après avoir ramené Miguel sain et sauf auprès de sa famille, Pepita projette Ernesto avec force dans un clocher voisin, et il se retrouve de nouveau écrasé par une cloche, comme lors de son décès accidentel.
Le jour commence à poindre et Héctor est en voie de disparition alors que son souvenir s'étiole dans la mémoire de Coco. Imelda donne sa bénédiction sans condition à Miguel qui, de retour dans le monde des vivants, se rue chez lui pour jouer Ne m'oublie pas à Coco, ce qui ravive les souvenirs de Coco et lui rend sa vitalité. Coco donne à Miguel la partie manquante de la photographie de l'autel, avec le visage d'Héctor. Elena se réconcilie avec son petit-fils et accepte de nouveau la musique dans la famille.
Un an plus tard, Miguel se présente à l'autel avec une photographie de Coco à sa nouvelle petite sœur. Les lettres d'Héctor que Coco avait gardées pour lui (contenant la preuve qu'Ernesto s'était accaparé sa musique et ses chansons) ont conduit à la destruction de l'héritage de De la Cruz, le public honorant désormais Héctor Rivera. Au Pays des Morts, Héctor, Imelda, Coco et les autres rendent visite à leurs descendants, alors que Miguel joue et chante pour les siens, morts comme vivants.

## Fiche technique
Sauf indication contraire, les informations mentionnées dans cette section peuvent être confirmées par la base de données cinématographiques IMDb,  présente dans la section « Liens externes ».
- Titre original, français et québécois : Coco
- Titre de travail : Día de los Muertos
- Réalisation : Lee Unkrich et Adrian Molina (coréalisateur)
- Scénario : Adrian Molina et Matthew Aldrich d’après une histoire originale de Adrian Molina, Lee Unkrich, Matthew Aldrich et Jason Katz
- Musique : Michael Giacchino ; musique additionnelle de Germaine Franco et Adrian Molina
- Direction artistique : Harley Jessup
- Montage : Steve Bloom et Lee Unkrich
- Production : Darla K. Anderson, Mary Alice Drumm (producteur associé), John Lasseter (producteur exécutif)
- Sociétés de production : Pixar Animation Studios, Walt Disney Pictures
- Sociétés de distribution : Walt Disney Studios Motion Pictures International
- Pays de production :  États-Unis
- Langues originales : anglais et espagnol
- Format : couleur - 2,39:1 - son Dolby Atmos
- Genre : animation
- Durée : 103 minutes
- Dates de sortie :
  - Mexique : 20 octobre 2017 (première au Festival international du film de Morelia) ; 27 octobre 2017 (sortie nationale)
  - Canada : 21 novembre 2017
  - États-Unis : 22 novembre 2017
  - France : 29 novembre 2017

## Distribution

### Voix originales
- Anthony Gonzalez : Miguel Rivera
- Gael García Bernal : Héctor Rivera
- Benjamin Bratt : Ernesto de la Cruz
- Antonio Sol : Ernesto de la Cruz (chant)
- Alanna Ubach : Mamá Imelda
- Renée Victor : Abuelita Elena
- Ana Ofelia Murguia : Mamá Coco
- Edward James Olmos : Chicharrón
- Jaime Camil : Papá Enrique
- Sofía Espinosa : Mamá Luisa
- Alfonso Arau : Papá Julio
- Carla Medina : Tía Victoria
- Luis Valdez : Tío Berto
- Selene Luna : Tía Rosita
- Herbet Siguenza : Tío Felipe Rivera / Tío Oscar
- Natalia Cordova-Buckley : Frida Kahlo
- Lombardo Boyar : un Mariachi / Gustavo
- Octavio Solis (en) : l'agent à l'entrée
- Gabriel Iglesias : le notaire
- Cheech Marin : l'officier de redressement
- Blanca Araceli : Emcee
- Carla Medina : l'agent de départ
- Salvador Reyes : un agent de sécurité
- John Ratzenberger : Juan Ortodoncia

Source et légende : version originale (VO) sur Allociné.

### Voix françaises
- Andrea Santamaria : Miguel Rivera
- Ary Abittan : Héctor (voix et chant seulement dans le film)[2]
- Damien Ferrette : Héctor (chant seulement dans le CD)[2]
- Bernard Gabay : Ernesto de la Cruz
- Michel Lerousseau : Ernesto de la Cruz (chant, sauf De bons conseils)
- Brigitte Virtudes : Máma Imelda
- Cathy Cerdà : Abuelita
- Évelyne Grandjean : Mamá Coco
- Anouck Petitgirard : Coco (enfant)
- Patrick Raynal : Chicharrón
- Franck Capillery : Papá
- Mario Pecqueur : Papá Julio
- François Raison : Tío Oscar / Tío Felipe
- Thierry Wermuth : le notaire
- François-Xavier Demaison : Plaza Mariachi
- Gérard Surugue : Gustavo
- Emmanuelle Rivière : Frida Kahlo
- Juliette Poissonnier : Tia Rosita
- Barbara Tissier : Mamá
- Pamela Ravassard : l'agent de la zone des départs
- Anne Rondeleux : Tía Victoria
- Frédéric Souterelle : Tío Berto / un agent de sécurité
- Jacques Faugeron : Don Hidalgo
- Marion Posta : la maîtresse de cérémonie
- Pierre Margot : le surveillant pénitentiaire / l'agent de la zone des arrivées
- Patrick Delage : Juan Ortodoncia
- Caroline Pascal : un agent du département du regroupement familial / une musicienne
- Anne Tilloy : la guide touristique de Santa Cecilia / "voix de gare" à l'entrée du monde des morts

- Version française
  - Société de doublage : Dubbing Brothers
  - Direction artistique : Claire Guyot
  - Adaptation des dialogues et chansons : Houria Belhadji
  - Direction musicale : Claude Lombard

 Source et légende : version française (VF) sur RS Doublage, The Walt Disney Company France, Disney International Dubbings, le carton de doublage du film et la bande originale du film.

### Voix québécoises
- Adam Moussamih : Miguel Rivera
- William Coallier : Miguel Rivera (chant)
- Adrien Bletton : Héctor
- Benoît Brière : Ernesto de la Cruz
- Élise Bertrand : Máma Imelda
- France Castel : Abuelita
- Béatrice Picard : Máma Coco
- Alice Déry : Coco (enfant)
- Guy Nadon : Chicharrón
- Martin Desgagné : Papá
- Hubert Fielden : Papá Julio
- Thiéry Dubé : Tío Oscar / Tío Felipe
- François Caffiaux : Clerk
- Manuel Tadros : Plaza Mariachi
- Renaud Paradis : Gustavo
- Emmanuelle Rivière : Frida Kahlo
- Fanny Rainville : Tía Rosita
- Geneviève Bastien : Mamá
- Marie-Ève Bertrand : l'agent de la zone des départs
- Viviane Pacal : Tía Victoria
- Stéphane Rivard : Tío Berto / Don Hidalgo
- Aline Pinsonneault : la maîtresse de cérémonie
- Pierre-Étienne Rouillard : un agent de sécurité / le surveillant pénitentiaire
- Marc-André Brunet : l'agent de la zone des arrivées
- Christian Perrault : Juan Ortodoncia

- Version québécoise
  - Société de doublage : SPR
  - Direction artistique : Natalie Hamel-Roy
  - Adaptation des dialogues : Valérie Bocher

Source et légende : version québécoise (VQ) sur Doublage Québec et carton doublage cinéma.

## Production

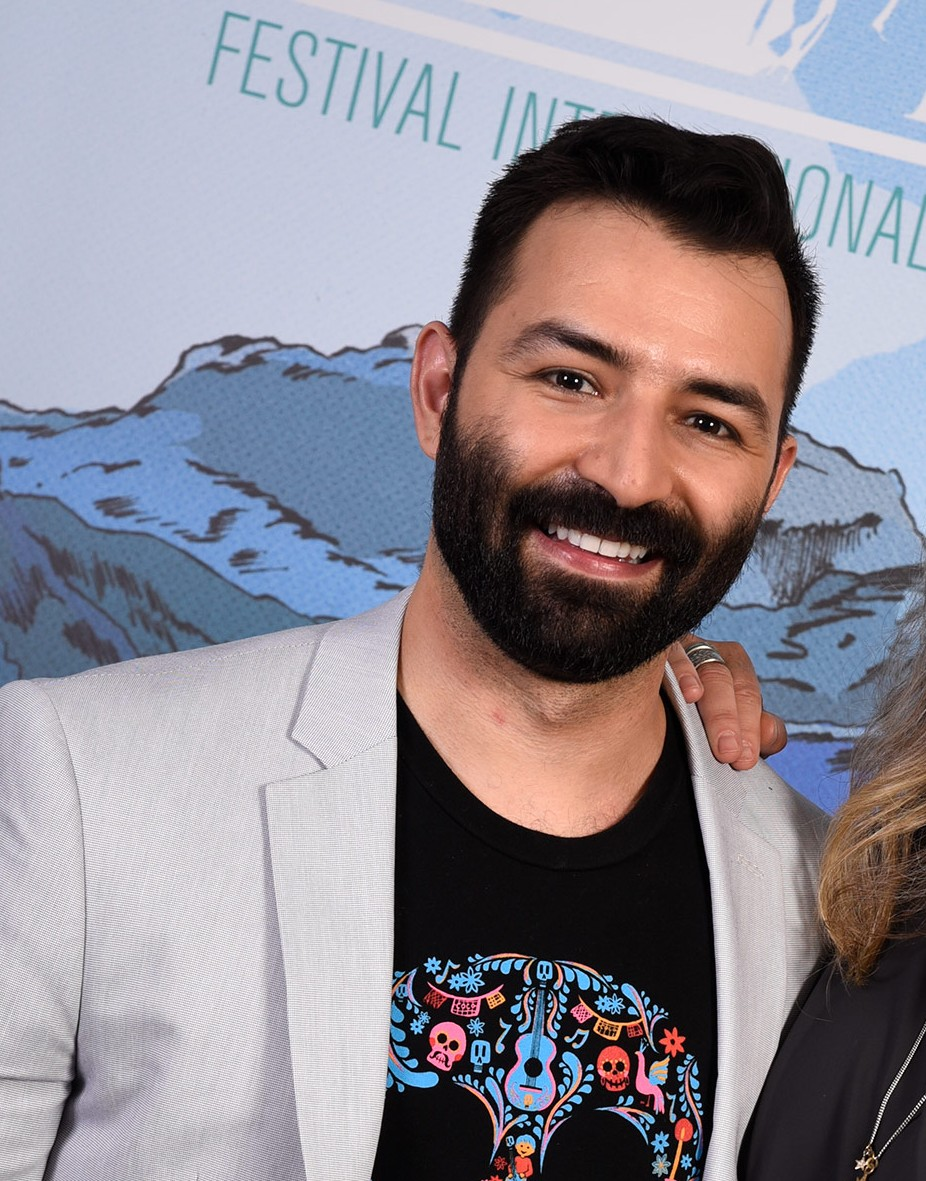
Adrian Molina au festival d'animation d'Annecy en 2017.

Originellement, la sortie du film était prévue pour 2015. Mais ce n'est que le 14 août 2015, lors du D23 que Pixar confirme plusieurs films dont Le Monde de Dory, Toy Story 4 et Coco,,,. Il est présenté au public lors de la conférence et se voit attribuer son titre. Dès lors, sa sortie est repoussée à 2017.

## Chansons du film
- Ne m'oublie pas (Ernesto de la Cruz) (Remember Me (Ernesto de la Cruz)) - Ernesto de la Cruz
- De bons conseils (Much Needed Advice) - Ernesto de la Cruz
- Tout le monde connaît Juanita (Everyone Knows Juanita) - Héctor
- Un poco loco - Miguel et Héctor
- Jálale (instrumentale) - Mexican Institute of Sound.
- Le Monde es mi familia (The World Es Mi Familia) - Miguel et Ernesto de la Cruz
- Ne m'oublie pas (Berceuse) (Remember Me (Lullaby)) - Héctor et Coco
- La Llorona - Máma Imelda et Ernesto de la Cruz
- Ne m'oublie pas (Retrouvailles) (Remember Me (Reunion)) - Miguel et Máma Coco
- Corazón (Proud Corazón) - Miguel
- Remember Me (dúo) (générique de fin) - solistes

## Accueil

### Accueil critique
En France l'accueil est positif : le site Allociné propose une moyenne des critiques presse de 4,1/5. Le JDD évoque « une réussite totale, équilibrant action, humour et tendresse, enthousiasme et sagesse. ». Selon les Inrocks, « "Coco" sonde en réalité les plus noires angoisses de l'espèce humaine et laisse derrière lui au moins un morceau de bravoure, une grande scène de mélo qui restera comme un des sommets de la vénérable maison. ». Libération dresse par contre un constat moins enthousiaste : « la vitesse à laquelle se déroule le récit nous sème : pas le temps de vivre ni de mourir tranquille, ni même de larmoyer trop longtemps. La poésie s’y étale de manière plus balourde et balisée sur un terrain certes sucré et surrythmé, mais le fil narratif surprend moins au tournant. ».
Il est parfois reproché au film de présenter des points communs avec La Légende de Manolo, sorti en 2014, comme l'interdiction par sa famille de pratiquer de la musique afin de perpétuer la tradition familiale, la répétition de la phrase « ne m'oublie pas » tout au long du film, notamment avant que l'un des protagonistes soit écrasé par une cloche (la scène est présente dans les deux films), l'existence d'un monde parallèle « coloré et chatoyant », où habitent tous les ancêtres des protagonistes, et bien sûr la présence de la culture et des traditions mexicaines,. Cependant, les deux films suivent des trames narratives différentes.

### Box-office
En France, avec 4,5 millions d'entrées dans les salles de cinéma, Coco arrive à la 4e place du box-office en 2017. Au niveau mondial, les recettes du film sont bonnes, ce qui est positif pour la firme Disney car la somme investie (220 millions de dollars[réf. nécessaire]) est considérable : c'est le 31e plus gros budget de l'histoire du cinéma. Mais au box-office des films d'animation en France, 4,5 millions d'entrées est un chiffre assez moyen, qui met Coco à la 41e place du classement. La même année (2017), il est devancé par Moi moche et méchant 3 qui enregistre 5,6 millions d'entrées.
Le 25 novembre 2017, Coco récolte 40,8 millions de dollars en trois jours dépassant le film de super-héros Justice League de Warner Bros. sorti le même jour avec 35,5 millions de dollars. Le 27 novembre 2017, le film Coco cumule 71,2 millions de dollars en moins d'une semaine aux États-Unis, diffusé dans 3 987 salles de cinéma. Le 11 décembre 2017, Coco continue à récolter 18,3 millions de dollars en troisième semaine, cumulant 135,5 millions de dollars aux États-Unis et 389,5 millions de dollars à l'international.
| Pays       | Box-office        | Date d'arret du box-office | Nombre de semaines |
| ---------- | ----------------- | -------------------------- | ------------------ |
| États-Unis | 207 718 774 $     | en cours                   | 8                  |
| France     | 4 505 123 entrées | en cours                   | 17                 |
| Monde      | 794 618 774 $     | en cours                   | 8                  |

Au total, le film a rapporté 807 millions de dollars pour un budget de 175 millions[réf. nécessaire]. Coco est par ailleurs le premier film avec un budget à neuf chiffres à présenter un casting principal entièrement composé de gens d'origine hispanique.

### Distinctions

#### Récompenses
- Producers Guild of America Awards 2017 (en) : meilleur producteur d'un film d'animation pour Darla K. Anderson
- Golden Globes 2018 : meilleur film d'animation
- British Academy Film Awards 2018 : meilleur film d'animation
- Oscars 2018 :
  - Meilleur film d'animation
  - Meilleure chanson originale pour Remember Me de Kristen Anderson-Lopez et Robert Lopez

#### Nominations
- Golden Globes 2018 : meilleure chanson pour Remember Me de Kristen Anderson-Lopez et Robert Lopez

## Suite
Le 20 mars 2025, Disney annonce Coco 2, une suite réalisée par Lee Unkrich et Adrian Molina dont la sortie est prévue en 2029.

## Anecdote
Au Brésil, le film a été rebaptisé Viva. En effet, en portugais (langue officielle du Brésil), le terme « cocô » signifie « merde ».